# 巴比倫2世
《巴比倫二世》，是日本漫畫家橫山光輝自1971年間斷連載至1979年的科幻漫畫作品，先後於1973年與2001年播放電視動畫，第一版電視動畫曾於香港麗的電視中文台（亞洲電視本港台前身）播放。1992年發售OVA共4卷。

## 介绍
5000年前，宇宙人巴比倫（バビル）因太空船故障來到地球。他以超越時代的科學水準與自身的超能力，說服了當時的權貴為他興建巴別塔，將太空船的主電腦與大半設備逐一裝置在巴別塔中，目的是要向自己的星球發出求救訊號。但缺乏科學技術的地球人，卻因為一時的疏失而讓巴別塔在即將完工前夕毀壞大半。對回到故鄉死心的巴比倫最後與地球人結婚，但他決意要將毀壞的巴別塔託付給自己的後代，因此以太空船上的機器製造出三個不同功能的超科技僕人，以找出未來可能誕生、與自己同樣具有超能力的後代子孫。
5000年後，原為中學生的15歲少年山野浩一（1973年動畫版姓氏為古見，2001年動畫版為神谷），由於繼承了超能力體質，而被巴別塔發出的電波所偵測到，使他在不願意的情況下成為巴比倫二世。獲得驚人智力、體力與各項超能力的巴比倫二世，自此與三個僕人開始對抗同為巴比倫後裔、卻企圖征服世界的邪惡帝王約米（ヨミ），為了世界的和平而戰鬥。

## 主要人物
巴比倫二世（バビル2世）
香港譯名：古浩明；配音：陳曙光
本名為山野浩一的15歲中學生。因在夢中感知到巴別塔發出的電波，而被巴別塔主電腦認可為繼承巴比倫的二世。和巴比倫一樣擁有超人般的智力與體力，並且可以使用飛行、高熱火焰、能量衝擊波、催眠術、易容術等超能力。
洛德姆（ロデム）
香港譯名：羅秀蘭；配音：林國雄（黑豹形態）
三名僕人之一，平時以黑豹外型示人，但事實上為不定型的半液態生命體。洛德姆可隨意變形為各種生物外型，負責諜報活動與近身保護二世，並且也是三僕人中唯一能與二世進行心電感應溝通者。而與原作不同的，1973年動畫版中洛德姆除了黑豹外型外，也經常以女性外型出現並參加戰鬥。
洛普洛斯（ロプロス）
香港譯名：布洛斯
三名僕人之一，是體型巨大的怪鳥機器人。洛普洛斯可以超音速飛行，並且自口中射出火箭彈或超音波，眼睛則是配置攝影機以蒐集情報提供巴別塔主電腦分析；在故事中也經常擔任二世出擊時的坐騎。
波賽頓（ポセイドン）
香港譯名：百勝龍
三名僕人之一，是巨大的人型機器人。波賽頓是三僕人中戰鬥力最強者，手指配置雷射砲、腹部可射出魚雷，並且擁有一拳打穿大型船艦船底的破壞力。此外由於波賽頓在海中可以高速推進，所以也多半以海洋為據點。
約米（ヨミ）
香港配音：周永坤
意圖征服世界的邪惡帝王，在全世界各處興建秘密基地，指揮為數眾多的科學家、技術員與超能力者為其效命；並且四處綁架各國要人加以改造以暗中操縱國家。約米和二世同為繼承巴比倫超能力的後裔，可說是二世之兄長的存在。過去曾早於二世被巴別塔所召喚，但因主電腦判定其不適任而消去了約米的這段記憶。在人格上極具統馭力和群眾魅力，可以為了保全部下性命而放棄擊敗二世的機會，下屬提出可行的作戰計畫也有肚量立刻接受並執行；但有時也會出現為了殺死二世而不惜犧牲屬下的截然不同個性。
古見由美子
二世的同班同學（1973年動畫版則改為遠房親戚）。對二世抱持著單戀之心，由於救助了遭到邪惡組織工作員槍擊負傷的二世，自此捲入事件當中，在故事中等同於女主角的存在。
伊賀野
幹練的國家保安局調查員。與二世一同潛入對外通訊中斷的F市進行調查，一開始並不信任二世，但歷經多次危難後成為二世的重要夥伴。

## 外部連結
- バビル2世 （页面存档备份，存于）東映アニメーション（日語）